# Workday Canberra International 2024
Il Workday Canberra International 2024 è un torneo maschile e femminile di tennis professionistico. È la 6ª edizione del torneo maschile, facente parte della categoria Challenger 125 nell'ambito dell'ATP Challenger Tour 2024, con un montepremi di 164000 $. È la 7ª edizione del torneo femminile, facente parte della categoria WTA 125 nell'ambito del WTA 125 2024, con un montepremi di 164000 $. Si gioca dall'1 al 6 gennaio 2024 sui campi in cemento del Canberra Tennis Centre di Canberra, in Australia.

## Singolare maschile

### Teste di serie
| Nazionalità | Giocatore           | Ranking* | Testa di serie |
| ----------- | ------------------- | -------- | -------------- |
| Germania    | Dominik Koepfer     | 77       | 1              |
| Francia     | Alexandre Müller    | 81       | 2              |
| Argentina   | Facundo Díaz Acosta | 95       | 3              |
| Francia     | Arthur Rinderknech  | 96       | 4              |
| Stati Uniti | Michael Mmoh        | 105      | 5              |
| Belgio      | David Goffin        | 111      | 6              |
| Italia      | Luca Nardi          | 118      | 7              |
| Slovacchia  | Alex Molčan         | 119      | 8              |

* Ranking al 25 dicembre 2023.

### Altri partecipanti
I seguenti giocatori hanno ricevuto una wild card per il tabellone principale:
- Pavle Marinkov
- Tristan Schoolkate
- Adam Walton

Il seguente giocatore è entrato in tabellone con il ranking protetto:
- Jiří Veselý

I seguenti giocatori sono passati dalle qualificazioni:
- Andrea Vavassori
- Rudolf Molleker
- Matteo Gigante
- Casey Hoole
- Alexander Ritschard
- Denis Yevseyev

## Singolare femminile

### Teste di serie
| Nazionalità | Giocatrice        | Ranking* | Testa di serie |
| ----------- | ----------------- | -------- | -------------- |
| Svizzera    | Viktorija Golubic | 83       | 1              |
| Giappone    | Nao Hibino        | 94       | 2              |
| Francia     | Océane Dodin      | 96       | 3              |
| Regno Unito | Jodie Burrage     | 97       | 4              |
|             | Kamilla Rachimova | 99       | 5              |
| Cina        | Wang Yafan        | 100      | 6              |
| Messico     | Renata Zarazúa    | 105      | 7              |
| Italia      | Sara Errani       | 105      | 8              |

* Ranking al 25 dicembre 2023.

### Altre partecipanti
Le seguenti giocatrici hanno ricevuto una wildcard per il tabellone principale:
- Melisa Ercan
- Maya Joint
- Emerson Jones
- Taylah Preston

Le seguenti giocatrici sono passate dalle qualificazioni:
- Fiona Ferro
- Rebecca Marino
- Kaylah McPhee
- Céline Naef
- Rebecca Peterson
- Katherine Sebov
- Ella Seidel
- Darija Snihur

## Doppio femminile

### Teste di serie
| Nazione     | Giocatrice    | Nazione  | Giocatrice         | Rank1 | Seed |
| ----------- | ------------- | -------- | ------------------ | ----- | ---- |
| Giappone    | Nao Hibino    |          | Irina Chromačëva   | 216   | 1    |
| Regno Unito | Harriet Dart  | Germania | Anna-Lena Friedsam | 277   | 2    |
| Regno Unito | Jodie Burrage | Svizzera | Jil Teichmann      | 294   | 3    |
| Ungheria    | Anna Bondár   | Svizzera | Céline Naef        | 316   | 4    |

* Ranking al 25 dicembre 2023.

### Altre partecipanti
La seguente coppia di giocatrici ha ricevuto una wild card per il tabellone principale:
- Petra Hule /  Tina Nadine Smith

## Campioni

### Singolare maschile
Dominik Koepfer ha sconfitto in finale  Jakub Menšík con il punteggio di 6–3, 6–2.

### Singolare femminile
Nuria Párrizas Díaz ha sconfitto in finale  Harriet Dart con il punteggio di 6-4, 6-3.

### Doppio maschile
Daniel Rincón /  Abedallah Shelbayh hanno sconfitto in finale  André Göransson /  Albano Olivetti con il punteggio di 7–6(4), 6–3.

### Doppio femminile
Veronika Erjavec /  Darja Semeņistaja hanno sconfitto in finale  Kaylah McPhee /  Astra Sharma con il punteggio di 6-2, 6-4.